# Bedřich Schejbal
Bedřich Schejbal (1874 – ?) va ser un tirador bohemi que va competir a principis del segle xx.
El 1908 va prendre part en els Jocs Olímpics de Londres, on disputà tres de les quatre proves del programa d'esgrima. Guanyà la medalla de bronze en les competició de sabre per equips, formant equip amb Vlastimil Lada-Sázavský, Otakar Lada, Vilém Goppold von Lobsdorf i Jaroslav Šourek-Tuček. En les proves d'espasa i sabre individual quedà eliminat en le rondes preliminars.
Quatre anys més tard, als Jocs d'Estocolm, finalitzà en quarta posició en la prova de sabre per equips.